# Gle Ubah
Gle Ubah är ett berg i Indonesien.   Det ligger i provinsen Aceh, i den västra delen av landet, 1 800 km nordväst om huvudstaden Jakarta. Toppen på Gle Ubah är 401 meter över havet, eller 167 meter över den omgivande terrängen. Bredden vid basen är 1,9 km.
Terrängen runt Gle Ubah är kuperad åt sydost, men åt nordväst är den platt. Havet är nära Gle Ubah åt nordväst. Runt Gle Ubah är det tätbefolkat, med 286 invånare per kvadratkilometer. Närmaste större samhälle är Banda Aceh, 11,5 km öster om Gle Ubah. 